# Somfai Péter (vívó)
Somfai Péter (Budapest, 1980. április 2. –) Európa-bajnok, világbajnoki ezüstérmes, olimpiai bronzérmes magyar párbajtőrvívó, edző.

## Sportpályafutása
A Budapesti Honvéd vívója, felkészítéséért Dancsházy-Nagy Tamás felel. Nevelő edzője Deák Ferenc Pályafutása legjobb eredményeit főként csapatversenyekben érte el. A 2009-es és a 2011-es világbajnokságon is ezüstérmet szerzett. A 2009-es Európa-bajnokságon, valamint 2010-ben, Lipcsében is bajnoki címnek örülhetett.
A 2016-os riói olimpián csapatban (Boczkó Gábor, Imre Géza, Rédli András) bronzérmet szerzett.
A 2017-es Európa-bajnokságon egyéniben 31., csapatban ötödik volt. A világbajnokságon a 64-ig jutott.
2022 januárjában a magyar női párbajtőr válogatott szakágvezetője, áprilistól a Vasas párbajtőr vezetőedzője lett.

## Díjai
- Magyar Arany Érdemkereszt (2016)

## Fordítás
Ez a szócikk részben vagy egészben  a   Péter Somfai című angol Wikipédia-szócikk fordításán alapul.  Az eredeti cikk szerkesztőit annak laptörténete sorolja fel. Ez a jelzés csupán a megfogalmazás eredetét és a szerzői jogokat jelzi, nem szolgál a cikkben szereplő információk forrásmegjelöléseként.